# フェリシーと夢のトウシューズ
『フェリシーと夢のトウシューズ』（原題：Ballerina）は、2016年にフランスで製作されたアニメーション映画作品である。

## あらすじ
フェリシーはダンスが大好きな孤児の女の子。偉大な発明者になりたい親友のビクターと一緒に、彼らは彼らが望むものを手に入れるための素晴らしい脱出計画を立てる。 彼らは住んでいる孤児院から逃げ出し、エッフェル塔が建設途上の光の街、パリに向かう。フェリシーは、パリ・オペラ座で素晴らしいダンサーになるという大きな夢を実現するために、自分自身を克服し、彼女の過ちから学ぶ必要があった。

## キャスト
※括弧内は日本語吹き替え
- フェリシー - エル・ファニング（土屋太鳳[4]）
- オデット - カーリー・レイ・ジェプセン（黒木瞳）
- ル・オー夫人 - ジュリー・カーナー（夏木マリ）
- メラントゥ - テレンス・スキャメル（熊川哲也）
- ヴィクター - デイン・デハーン/ナット・ウルフ [注 1]（花江夏樹）
- カミーユ - マディ・ジーグラー（青山美郷）
- ノラ - ショシャナ・スパーリング（HARUCA）
- ルディ - タミール・カペリアン（内山昂輝）
- マティー - タミール・カペリアン（落合福嗣）
- ドーラ - エラナ・ダンケルマン（佐倉綾音）
- ロジータ -  エラナ・ダンケルマン（尾田珠美）

その他：藤夏子、水野龍司、石原凡、汐見和由、斎藤志郎、三浦エリ、越後屋コースケ
日本語版には、フェリシー役の声優・土屋太鳳が歌う新エンディングテーマ「フェリシーズ」が収録される。

## 製作
この映画は、カナダのケベック州モントリオールにあるL'Atelier Animationで制作された。映画製作者は、パリ・オペラ座バレエのエトワール（スターダンサー）であるオーレリー・デュポンとジェレミー・ベランガールのキーフレームアニメーションを使用して、リアルなダンスの振り付けをアニメーション映画に変換した。デュポンは、映画のダンスシーケンスの事実上の振付師になった。

## 評判

### 批評
アメリカの映画批評集積サイトRotten Tomatoesは、サイトに寄せられたレビューを基に75%の支持率を本作に与えた。Metacriticでも好意的なレビューが寄せられ、本作に与えた加重平均値は48/100となっている。